# Walden Pond
Walden Pond (Waldenmeer) is een meer in Concord (Massachusetts) in de Verenigde Staten. Het is 31 meter diep, bestrijkt 25 hectare (250.000 m²) in oppervlakte en heeft een omtrek van 2,7 km. Het is een  voorbeeld van een doodijsgat, gevormd door een terugtrekkende gletsjer, 10.000 tot 12.000 jaar geleden.
De schrijver, transcendentalist en filosoof Henry David Thoreau woonde  vanaf de zomer van 1845 twee jaar lang in een hut op de noordelijke oever. Zijn ervaringen beschreef hij in het boek Walden; or, Life in the Woods, waardoor het meer nu wereldberoemd is.
De plek waar Thoreaus hut stond is gemarkeerd door een bijeengebrachte stapel stenen uit de directe omgeving. Negen opstaande stenen geven de plaats van de muren aan. Bezoekers, onder wie de dichter Walt Whitman, brachten een ode aan Thoreau door het leggen van een steen op de stapel.

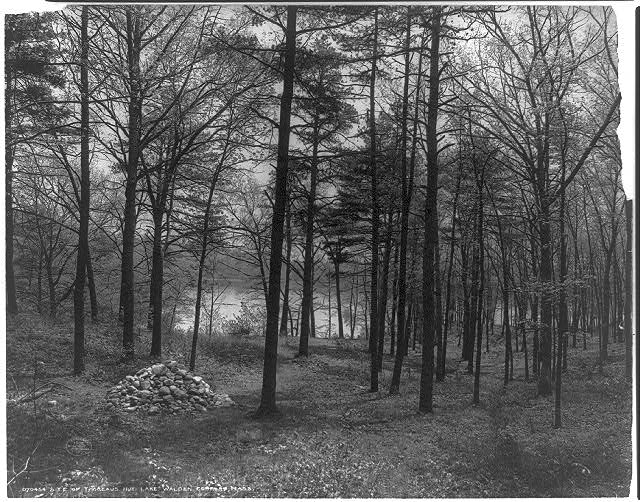
Steenstapel de plaats waar Thoreaus hut stond